# Método de Job
O método das variações contínuas ou método de Job é um método usado na química analítica para determinar a estequiometria de um composto (geralmente, um composto de coordenação). Nomeado em homenagem a Paul Job, ele também é usado em análises instrumentais, em livros de equilíbrio químico avançado e em artigos de pesquisa. Job publicou seu método pela primeira vez em 1928, enquanto estudava as associações entre íons em solução. Ao traçar a absorbância no UV de uma solução de {\displaystyle {\ce {TlNO_3/NH_3}}} versus a fração molar de {\displaystyle {\ce {TlNO_3}}}, ele obteve um gráfico que forneceu informações sobre os complexos em equilíbrio presentes em solução.

## Teoria

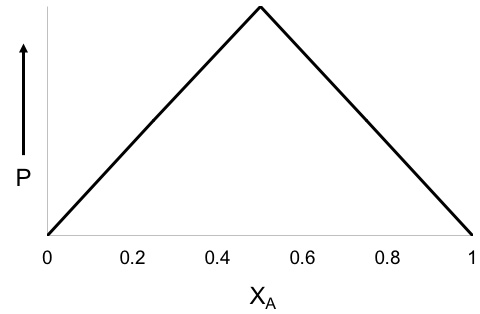
Um gráfico de Job simples mostrando como uma propriedade física (P) muda com a variação da fração molar do composto A (Χ_{A}).

Em soluções onde duas espécies estão presentes (ou seja, espécies A e B), uma espécie (A) pode se ligar à outra espécie (B). Em alguns casos, mais de uma espécie ‘A’ é vinculada a um único ‘B’. Uma maneira de determinar a quantidade de A ligado a B é usando um gráfico de tarefas.
Nesse método, a soma das concentrações molares das duas espécies em questão (por exemplo, uma proteína e um ligante ou um metal e um ligante) é mantida constante, mas suas frações molares são variadas. Uma grandeza observável proporcional à quantidade do composto formado pela reação entre os dois componentes (como sinal de absorção, no caso de complexos, ou atividade enzimática, tratando-se de enzimas) é plotado em relação às frações molares desses reagentes.
xA costuma denotar a fração molar do composto ‘A’, sendo P a propriedade física que está sendo medida para entender a formação do complexo. Essa propriedade é, na maioria das vezes, a absorção de UV. 
A abcissa do máximo (ou mínimo) no gráfico corresponde à fração molar de um componente em proporção estequiométrica com o outro (com relação à reação de formação analisada) se forem utilizadas concentrações suficientemente altas. O gráfico também fornece informações para estudar a constante de formação (Kf) de um complexo analisado. Uma curvatura maior indica menor Kf, enquanto um gráfico mais triangular indica um grande Kf. Além disso, depois de determinar a constante de equilíbrio, pode-se determinar quais complexos (caracterizados pela razão molar nA : nB) estão presentes na solução. O pico do gráfico de Job corresponde à fração molar dos ligantes ligados a uma molécula, o que é importante para estudar a teoria do campo ligante. Um trabalho inicial de I. Ostromisslensky descreve essencialmente essa abordagem.

## Requisitos
Existem várias condições que devem ser atendidas para que o método de Job seja aplicável. Em primeiro lugar, a propriedade a ser estudada deve ser diretamente proporcional à concentração da espécie sob análise. No caso da espectroscopia UV-visível, por exemplo, isso significa que o sistema deve estar em conformidade com a lei de Lambert-Beer. Além disso, a concentração total dos dois reagentes, o pH e a força iônica da solução devem ser mantidos constantes ao longo do experimento.
Por fim, deve haver apenas um complexo em solução que predomine sobre todos os outros nas condições do experimento. Esse requisito implica que apenas sistemas com altas constantes de formação, ou sistemas nos quais produtos com apenas uma estequiometria podem se formar, são adequados para análise pelo método de Job. Devido a isso, o uso do gráfico de Job na química supramolecular foi desaconselhado.